# 车向忱旧居
车向忱旧居，位于辽宁省沈阳市和平区南三马路16号，是中国近代教育家车向忱在沈阳的故居。建筑原为南满铁路职员住宅。辽沈战役后，车向忱随全家迁居至此。该建筑目前是沈阳市文物保护单位。

## 建筑
大楼建于1923年，为日式风格，共有上下两层，建筑面积264平方米。屋顶为绿瓦，水泥罩面涂为黄色，石基底座。建筑一楼设有椭圆型的房门，房门前有两级石铺台阶，两侧有方形石柱。建筑共有8个房间，包括卧室、书房、办公间、厨房、卫生间和锅炉房等。

## 内部链接
- 车向忱